# Province de Mariscal Cáceres
La province de Mariscal Cáceres (Provincia de Mariscal Cáceres en espagnol) est l'une des dix provinces de la région de San Martín, dans le nord du Pérou. Son chef-lieu est la ville de Juanjuí.

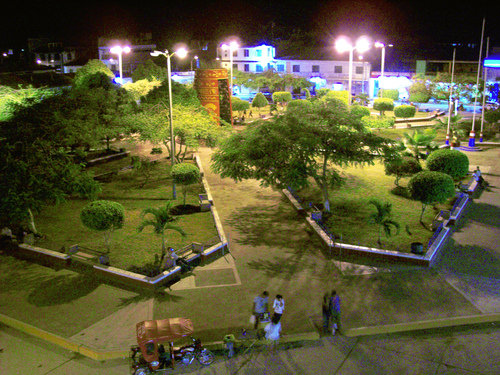
La Plaza de Armas de Juanjui, la nuit

## Géographie
La province couvre une superficie de 14 498,73 km2, soit 60 pour cent du territoire de la région. Elle est limitée au nord par la province de Huallaga, à l'est par la province de Bellavista, au sud par la province de Tocache et à l'ouest par la région de La Libertad.

## Histoire
La province a été fondée le 2 mai 1940.

## Population
La population de la province s'élevait à 72 327 habitants en 2005.

## Subdivisions
La province de Mariscal Cáceres est divisée en six districts :
- Campanilla
- Huicungo
- Juanjuí
- Juanjuicillo
- Pachiza
- Pajarillo